# Trincadeira

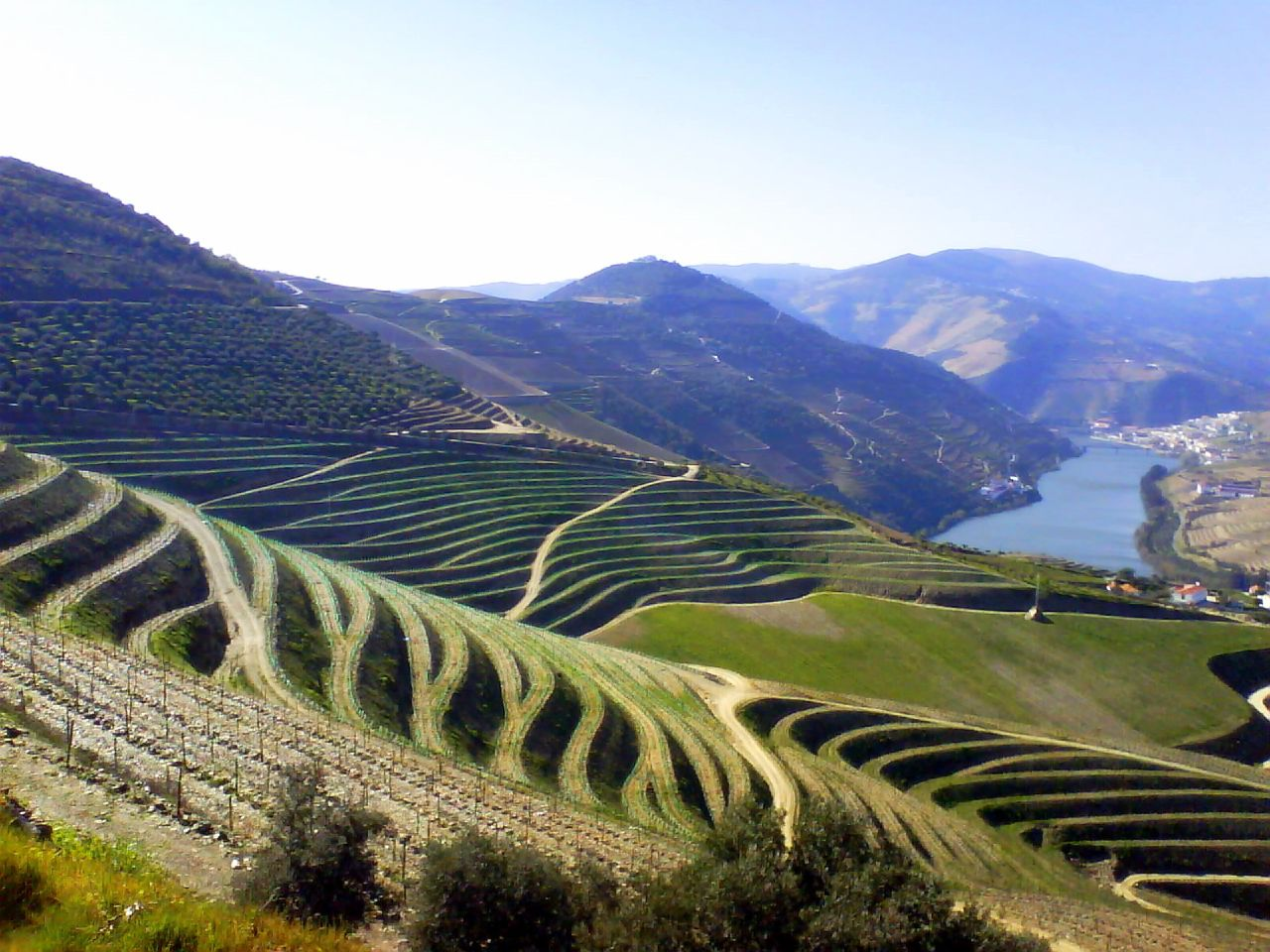
Winnice w dolinie Douro

Trincadeira albo tinta amarela (szczególnie w regionie
Douro) – czerwony szczep winorośli, jeden z najważniejszych w Portugalii.

## Charakterystyka
Trincadeira pochodzi z Portugalii. Prawdopodobnie wywodzi się z regionu Oeste na północ od Lizbony. Odmiana jest plenna i dojrzewa stosunkowo wcześnie. Szczep jest podatny na szarą pleśń i inne choroby grzybowe, ale odporny na upał i suszę. Często mieszany z odmianami o bogatszej strukturze, np. touriga nacional albo tempranillo (aragonês).  Wino z odmiany trincadeira jest cenione za intensywny kolor i wyrazisty, pikantny aromat (goździki, cynamon) z nutami ziołowymi, śliwek i czekolady. Jakość zależy od rocznika i winnicy.

## Uprawa i wykorzystanie
Trincadeira jest jedną z odmian dozwolonych przez przepisy do produkcji porto i mieści się w grupie sześciu najlepszych. Regulacje winiarskie licznych regionów uznają ten szczep za polecany albo dozwolony dla win kwalifikowanych. Areał upraw sięgał w 2010 aż 14 220 ha. W regionie Douro trincadeira jest często kupażowana z tourigą nacional, a w dorzeczu Tagu z aragonês.
Poza Portugalią niewielkie uprawy zarejestrowano w Republice Południowej Afryki.

## Synonimy
Spośród synonimów najczęściej spotyka się trincadeira preta (Ribatejo, Beira,
Estremadura), a także black alicante, black portugal, crato preto, mortágua, rosete espalhado, tinta manuola, toneiro. Przyrostek amarela (żółty) w synonimie tinta amarela albo tinta amarella pochodzi od pędów rośliny przybierających żółtawe zabarwienie. 
Inne synonimy to: castiço, crato tinto, espadeiro, espadeiro de setúbal, espadeiro do sul, espadeiro tinto, malvasia, malvasia rey, moreto mortágua, mortágua preto, mourisco branco, mourisco vero, mourteiro, murteira, padeiro bravo, portugal, preto martinho, preto rifete, rabo de ovelha tinto, rifete, rosete espalhado, rosete espanhol, tinta amerelha, tinta cavallera, tinta manuola, vinhão.
Castelao, espadeiro i prito martinho były używane jako synonimy, ale okazały się innymi odmianami.